# Šeruga
Šeruga je priimek več znanih Slovencev:'
- Boštjan Šeruga (*1976), zgodovinar in sociolog, gimn.prof., politik (drug = zdravnik)
- Cvetka Šeruga Prek, slovenistka, strok. za izreko
- Domen Šeruga, strojnik
- Kaja Šeruga, popotnica, antropologinja (hči Zvoneta in Romane)
- Katja Šeruga, novinarka, urednica Večera
- Marija Šeruga Terplan, vrhovna sodnica
- Mirko Šeruga, športnik (u. 2010)?
- Natalija Šeruga Golob (*1971), slikarka
- Romana Dobnikar Šeruga (*1962), novinarka, urednica
- Zvone Šeruga (*1956), popotnik, novinar, pisec in fotograf